# 天狗騒動
天狗騒動（てんぐそうどう）は、1869年（明治2年）に当時の酒田県（第1次。現在の山形県庄内地方）で発生した農民反乱。

## 経緯
この年、庄内地方は凶作に襲われたが、当時の酒田県では年貢を全面的に物納に戻していた。川北三郷（荒瀬・平田・遊佐）の農民は「天狗党」を結成して、雑税免除、苦役免除、種扶食米（たねぶじきまい）の利息引き下げなど18箇条の嘆願書を酒田県庁に提出したが認められなかったため、大庄屋や肝煎を襲撃したり年貢米を滞納したりするなどの抵抗が起きた。一連の抵抗の首謀者は長浜五郎吉、他30名といわれ、後に捕縛された。県令の罷免なども経て、1872年（明治5年）に県と旧大泉藩により武力鎮圧された。

## 関連文献
- 井川一良「天狗騒動と酒田県」『歴史』No.37、東北史学会、1968年、pp13 - 37
- 佐藤幸夫『酒田県川南の天狗騒動 : 大庄屋打ちこわしは庄内藩の密命』余目町郷土史研究会、2002年